# Nova Șestirnea, Vîsokopillea
Nova Șestirnea (în ucraineană Нова Шестірня) este un sat în comuna Orlove din raionul Vîsokopillea, regiunea Herson, Ucraina.

## Demografie
Componența lingvistică a localității Nova Șestirnea
     Ucraineană (86,39%)
     Rusă (8,16%)
     Belarusă (1,36%)
     Alte limbi (1,36%)
Conform recensământului din 2001, majoritatea populației localității Nova Șestirnea era vorbitoare de ucraineană (86,39%), existând în minoritate și vorbitori de rusă (8,16%) și belarusă (1,36%).